# William D. Kelley

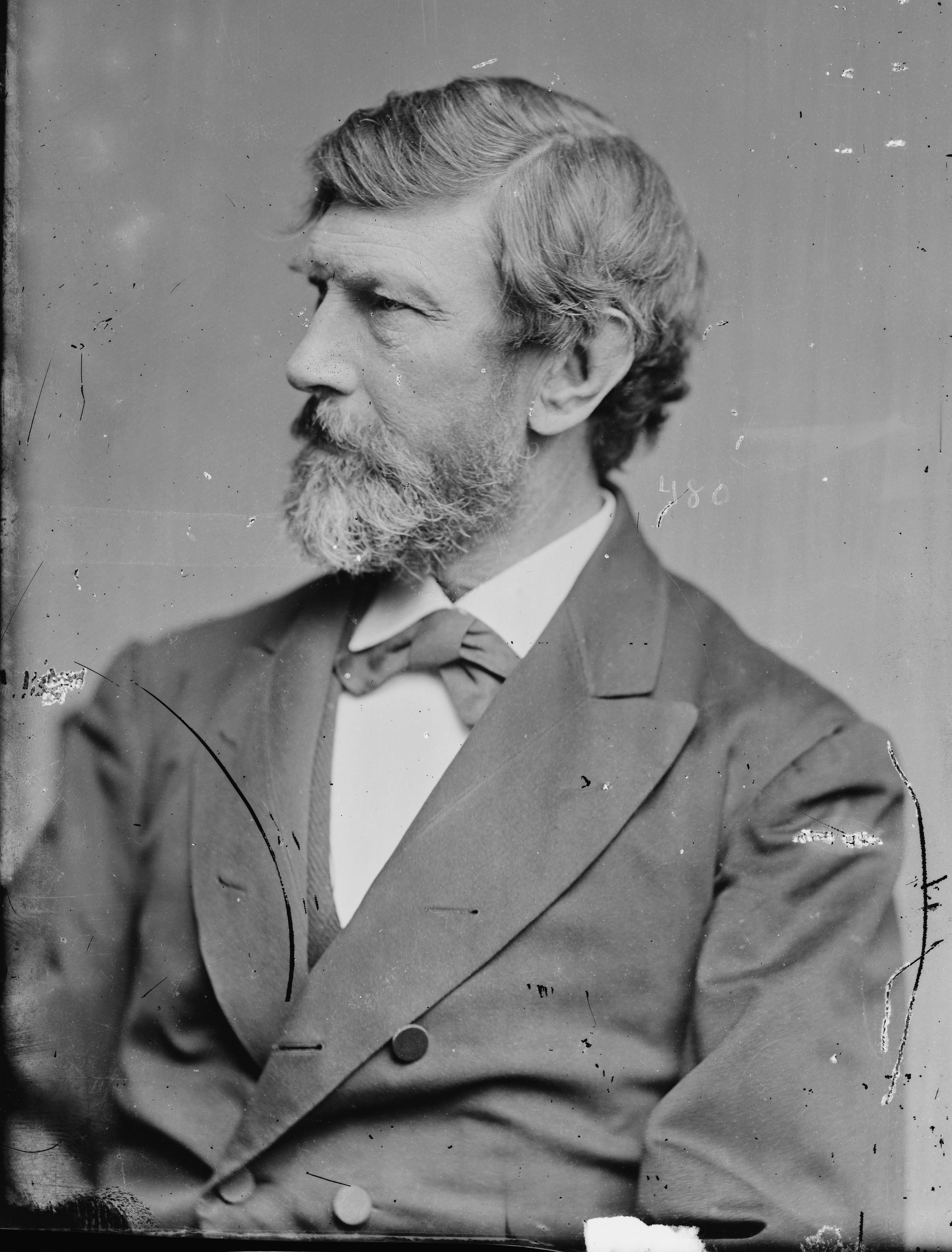
William D. Kelley

William Darrah Kelley (* 12. April 1814 in Philadelphia, Pennsylvania; † 9. Januar 1890 in Washington, D.C.) war ein US-amerikanischer Politiker. Zwischen 1861 und 1890 vertrat er den Bundesstaat Pennsylvania im US-Repräsentantenhaus.

## Werdegang
William Kelley besuchte die Schulen seiner Heimat. Zwischen 1828 und 1835 absolvierte er eine Lehre im Juwelierhandwerk. Dann zog er nach Boston in Massachusetts, wo er in der Juwelierbranche arbeitete. Im Jahr 1840 kehrte er nach Philadelphia zurück. Nach einem Jurastudium und seiner 1841 erfolgten Zulassung als Rechtsanwalt begann er in diesem Beruf zu arbeiten. In den Jahren 1845 und 1846 war er in seiner Heimat auch als Staatsanwalt tätig. Von 1846 bis 1856 fungierte er in Philadelphia als Berufungsrichter. Politisch war Kelley bis 1854 Mitglied der Demokraten. Nach der Aufhebung des Missouri-Kompromisses durch den Kansas-Nebraska Act verließ er diese Partei. Danach wurde er Gründungsmitglied der neuen Republikanischen Partei. Kelley war ein Gegner der Sklaverei. Außerdem setzte er sich sein Leben lang für Bürgerrechte, soziale Reformen und Arbeitsschutzbestimmungen ein. 1856 kandidierte er noch erfolglos für den Kongress; im Mai 1860 nahm er als Delegierter an der Republican National Convention in Chicago teil, auf der Abraham Lincoln als Präsidentschaftskandidat nominiert wurde.
Bei den Kongresswahlen des Jahres 1860 wurde Kelley im vierten Wahlbezirk von Pennsylvania in das US-Repräsentantenhaus in Washington gewählt, wo er am 4. März 1861 die Nachfolge von William Millward antrat. Nach 14 Wiederwahlen konnte er bis zu seinem Tod am 9. Januar 1890 im Kongress verbleiben. In diese Zeit fiel der Bürgerkrieg (1861–1865). Zwischen 1865 und 1869 war die Arbeit des Kongresses von den Spannungen zwischen den Republikanern und Präsident Andrew Johnson überschattet, die in einem nur knapp gescheiterten Amtsenthebungsverfahren gipfelten. Dieses Verfahren wurde von Kelley unterstützt. Er erlebte bis 1876 auch die Reconstruction in den geschlagenen Südstaaten. Außerdem war er einer der ersten Politiker in der Bundeshauptstadt, die die Gründung des Yellowstone-Nationalparks forderten. Während seiner Zeit im Kongress wurden zwischen 1865 und 1870 der 13., der 14. und der 15. Verfassungszusatz ratifiziert.
Von 1837 bis 1873 war William Kelley Vorsitzender des Ausschusses für Gewichte und Maßeinheiten.  Von 1881 bis 1883 leitete er das einflussreiche Committee on Ways and Means und ab 1889 den Handwerksausschuss. 1884 wurde er zum Mitglied der American Philosophical Society gewählt.
Seine Tochter Florence Kelley war eine einflussreiche Sozialreformerin und die erste Fabrikinspektorin in den Vereinigten Staaten.